# Weißenborn, Saale-Holzland
Weißenborn là một đô thị thuộc huyện Saale-Holzland, trong bang Thüringen, Đức. Đô thị Weißenborn, Saale-Holzland có diện tích 10,04 km².